# Le Jour où Ségolène a gagné
Pour plus de détails, voir Fiche technique et Distribution.
Le Jour où Ségolène a gagné est un film français réalisé par Nicolas Pariser et sorti en 2008.

## Fiche technique
- Titre : Le Jour où Ségolène a gagné
- Réalisation : Nicolas Pariser
- Scénario : Nicolas Pariser
- Costumes : Louise Robert
- Décors : Stéphanie Fortunato
- Photographie : Sébastien Buchmann
- Montage : Guillaume Lauras
- Son : Marie-Clotilde Chéry
- Montage son : Esther Frey
- Mixage : Grégoire Bourdeil
- Musique : Manuel Peskine
- Production : Caïmans Productions
- Pays de production :  France
- Durée : 14 minutes
- Date de sortie : France - 27 décembre 2008[1]

## Distribution
- Sabrina Seyvecou
- Enzo Colombatto
- Alain Libolt
- Anny Romand
- Shanti Masud
- Vincent Macaigne
- Olivia Dutron
- Abbes Zahmani